# Kakukkfélék

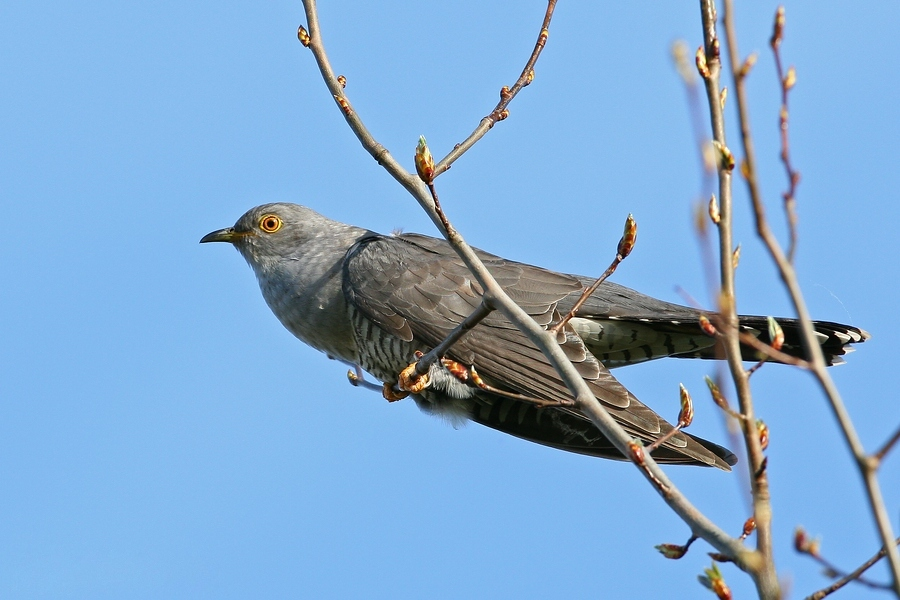
kakukk (Cuculus canorus)

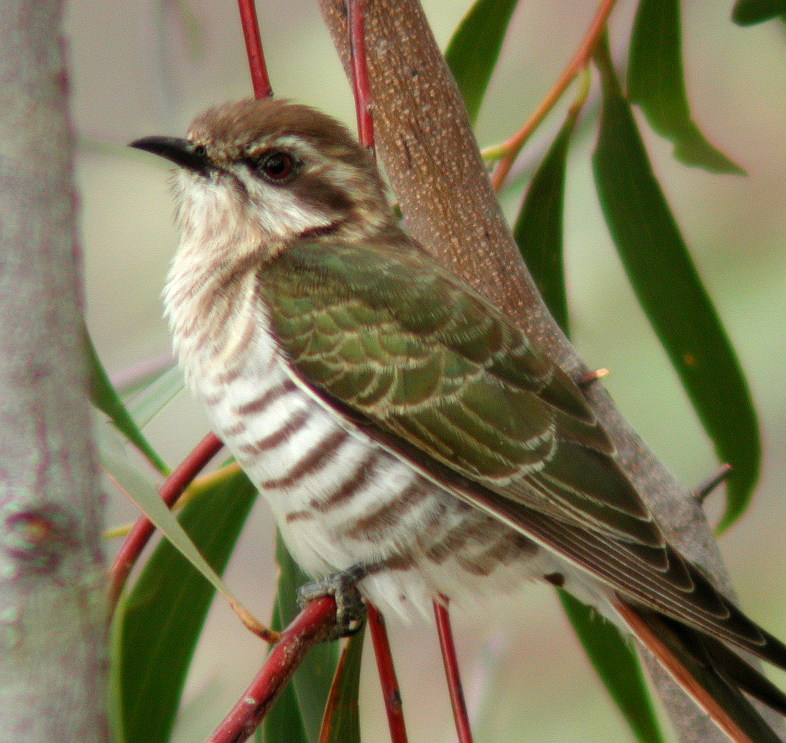
Horsfield-rézkakukk (Chrysococcyx basalis)

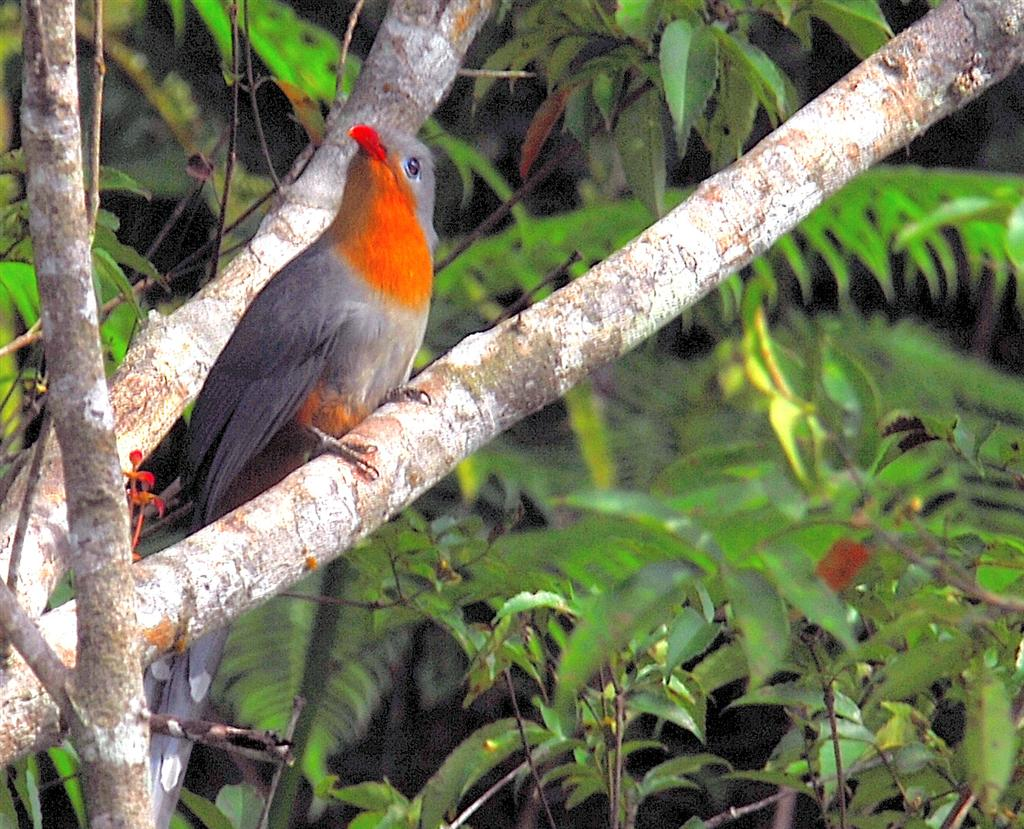
Piroscsőrű selymeskakukk (Zanclostomus javanicus)

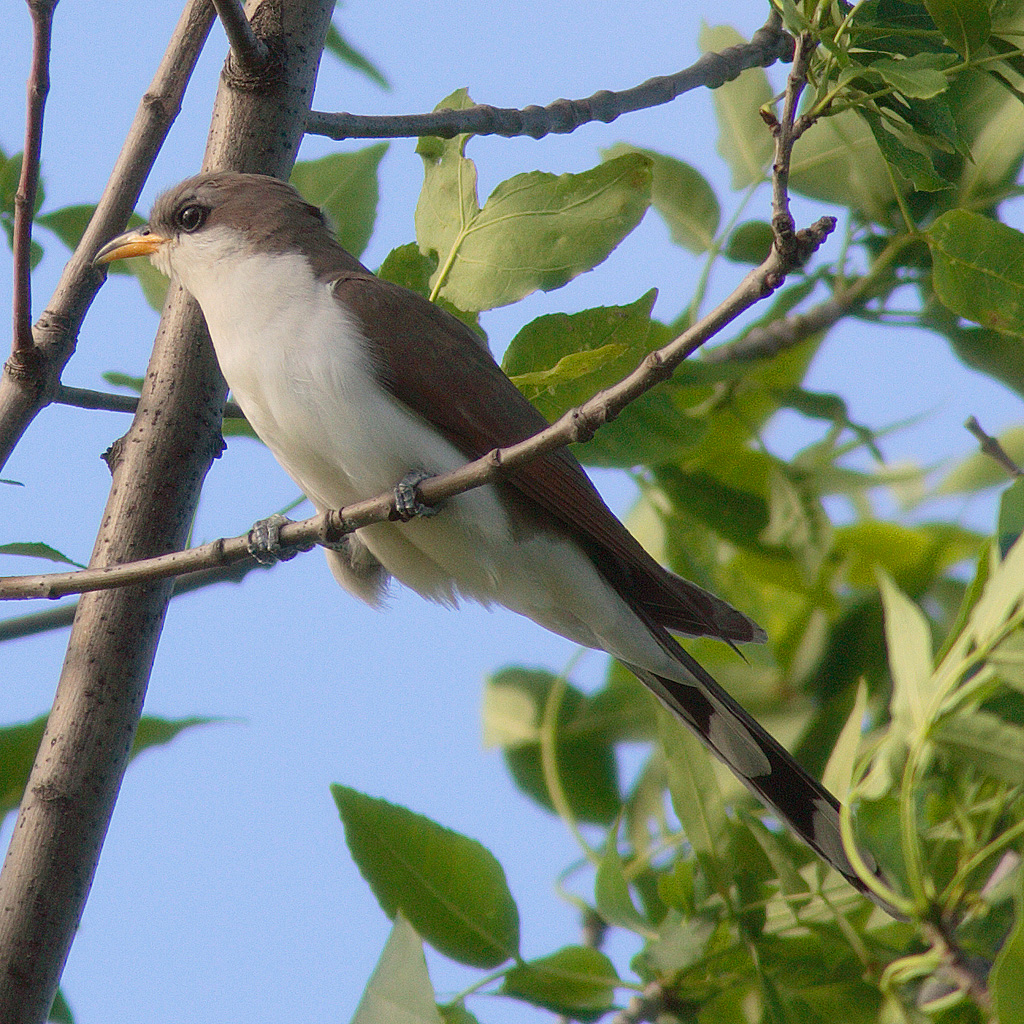
Sárgacsőrű esőkakukk (Coccyzus americanus)

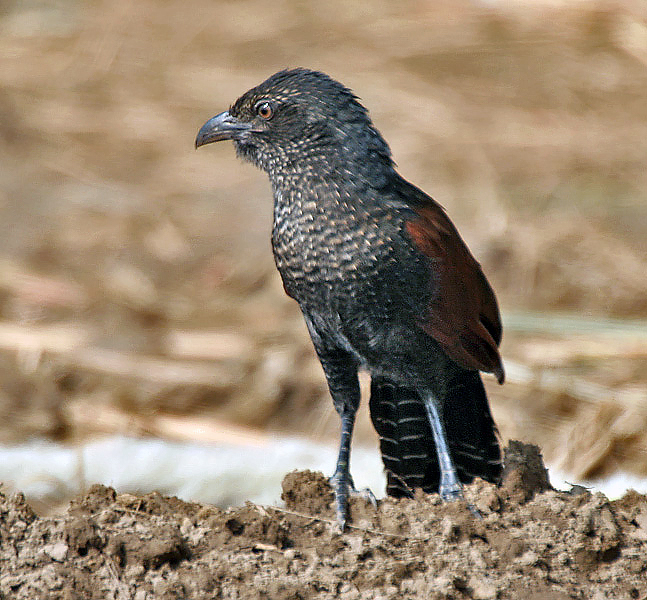
Nagy bozótkakukk (Centropus sinensis)

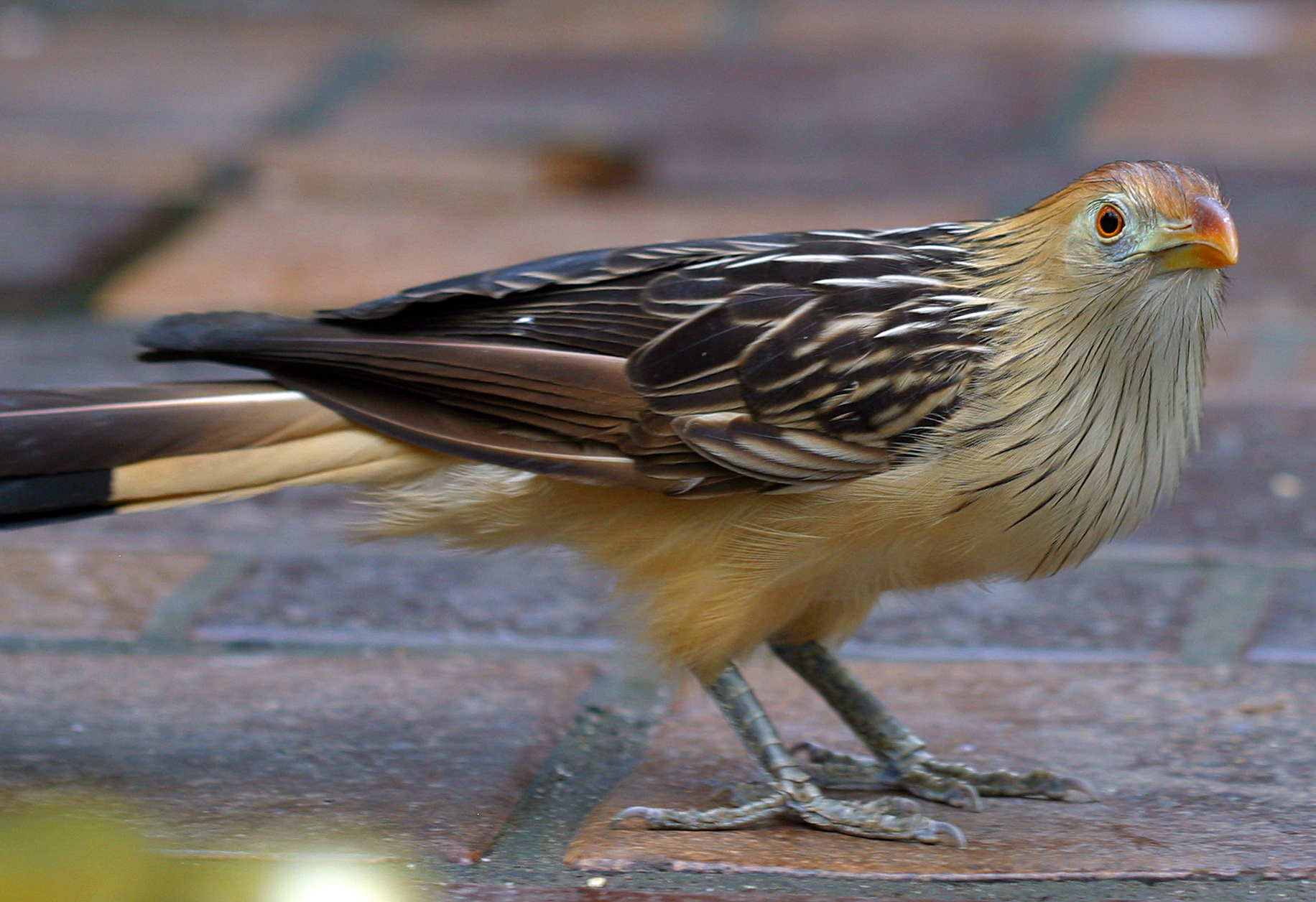
Girakakukk (Guira guira)

A kakukkfélék (Cuculidae) a madarak osztályának kakukkalakúak (Cuculiformes) rendjébe tartozó család.
A Sibley–Ahlquist-féle madárrendszertan szétbontja a családot és valamennyi alcsaládját különálló családként kezeli.

## Előfordulásuk
Az egész világ mérsékelt övi és trópusi régióiban elterjedtek, de az óvilág trópusain élnek a legnagyobb számban.
Sík vidéken éppen úgy megtalálhatóak, mint az erdőségekben, egyesek a talajon, mások bokrokban vagy magas fákon keresik a táplálékukat.

## Megjelenésük
A kakukk fajok hossza 16-90 centiméter közötti. Általában szürke vagy barna színűek, de néhány fajt vöröses vagy fehér foltok díszítenek, sőt a rézkakukkok tolla fémesen zöld csillogású, bizonyos trópusi fajok tollazata pedig a háton és a szárnyakon kékesen irizál. Néhány hosszú szárnyú, költöző kakukk kivételével rövid szárnyuk van. A farkuk hosszú, egyenes, és az egyes tollak vége általában fehér. A lábuk lehet viszonylag rövid vagy nagyon hosszú (földön élőknél), a külső ujjuk hátrafelé áll. Csőrük erős és kissé lefelé hajló. A nemek hasonlóak.

## Életmódjuk
Többnyire rovarevő madarak. Rovarokkal, csigákkal, apróbb gerincesekkel, hernyókkal táplálkoznak - néhány gyümölcsevő kivételével.

## Szaporodásuk
Egyes fajok költésparaziták, mások maguk nevelik fészeklakó fiókáikat.

## Rendszerezés
A család  az alábbi 6 alcsalád, 34 nem és 145 faj tartozik:

### Aniformák
Az aniformák (Crotophaginae) alcsaládjába 2 nem és 4 faj tartozik:
- Guira  – 1 faj
- Crotophaga – 3 faj

### Földikakukkformák
A földikakukkformák (Neomorphinae) alcsaládjába 5 nem és 11 faj tartozik:
- Tapera – 1 faj
- Dromococcyx – 2 faj
- Morococcyx – 1 faj
- Geococcyx – 2 faj
- Neomorphus – 5 faj

### Bozótkakukkformák
A bozótkakukkformák (Centropodinae) alcsaládjába 1 nem és 28 faj tartozik:
- Centropus – 28 faj

### Valódi kakukkformák
A valódi kakukkformák (Cuculinae) alcsaládjába 12 nem 48 faja tartozik:
- Clamator – 4 faj
- Pachycoccyx – 1 faj
- Cuculus – 17 faj
- Cercococcyx – 3 faj
- Cacomantis – 8 faj
- Chrysococcyx – 15 faj
- Rhamphomantis – 1 faj
- Caliechthrus – 1 faj
- Surniculus – 2 faj
- Microdynamis – 1 faj
- Eudynamys  – 4 faj
- Scythrops – 1 faj

### Selyemkakukkformák
A selyemkakukkformák (Phaenicophaeinae) alcsaládjába 10 nem 26 faja tartozik:
- Ceuthmochares – 1 faj
- Phaenicophaeus – 1 faj
- Rhopodytes – 4 faj
- Taccocua – 1 faj
- Rhinortha – 1 faj
- Zanclostomus – 3 faj
- Dasylophus – 1 faj
- Lepidogrammus – 1 faj
- Carpococcyx – 3 faj
- Coua – 10 faj

### Esőkakukkformák
Az esőkakukkformák (Coccyzinae) alcsaládjába 4 nem és 19 faj tartozik:
- Coccyzus – 9 faj
- Hyetornis – 2 faj
- Saurothera – 4 faj
- Piaya – 3 faj